# Église de l'Immaculée-Conception de L'Ajoupa-Bouillon
L'église de l'Immaculée-Conception de L'Ajoupa-Bouillon est une église catholique située à L'Ajoupa-Bouillon, en Martinique.
Édifiée en 1848, de style baroque, elle est inscrite aux monuments historiques.

## Localisation
L'église est située dans le département français de la Martinique, sur la commune du L'Ajoupa-Bouillon.

## Histoire
C'est à partir d'une chapelle construite au XVIIIe siècle autour d'une croix, sur un terrain qui servait de cimetière aux esclaves des habitations environnantes, qu'est érigée, en 1848, l'église paroissiale de l'Immaculée-Conception, après d'importants travaux réalisés par M. Jaring. Elle est d'abord desservie par le curé de Basse-Pointe, puis par celui de la Grande Anse, avant de recevoir son curé titulaire en 1877 : l'abbé François-Pierre Outil. 
L'église subit quelques transformations à la fin du XIXe siècle, notamment avec l'ajout en 1880 du clocher hexagonal couvert d'un dôme à facettes et d'un clocheton. L'église résiste miraculeusement au cyclone du 18 août 1891, puis à la terrible colère de la Montagne Pelée en août 1902.
C'est en 1925 que sont construits les deux transepts en croix. Enfin, en 1962, le clocher est démoli et la chapelle droite transformée en campanile, indépendant de l'église. Durant les années 1975-1976, l'intérieur de l'église est restauré. 
L'édifice est inscrit au titre des monuments historiques par arrêté du 3 février 1993. 
À partir de 2001, l'édifice bénéficie de plusieurs campagnes de restauration qui lui rendent son clocher d'origine. L'église restaurée est inaugurée le 13 décembre 2009 par monseigneur Michel Méranville.

## Description de l'église
Par son volume et sa forme, l'église de l'Immaculée-Conception se rattache au groupe des églises d'inspiration baroque. En revanche, le style de la façade est identique à la première église du Mouillage édifiée par les dominicains. La façade est surmontée d'un clocher hexagonal en bois couvert d'un dôme à facettes et d'un clocheton.

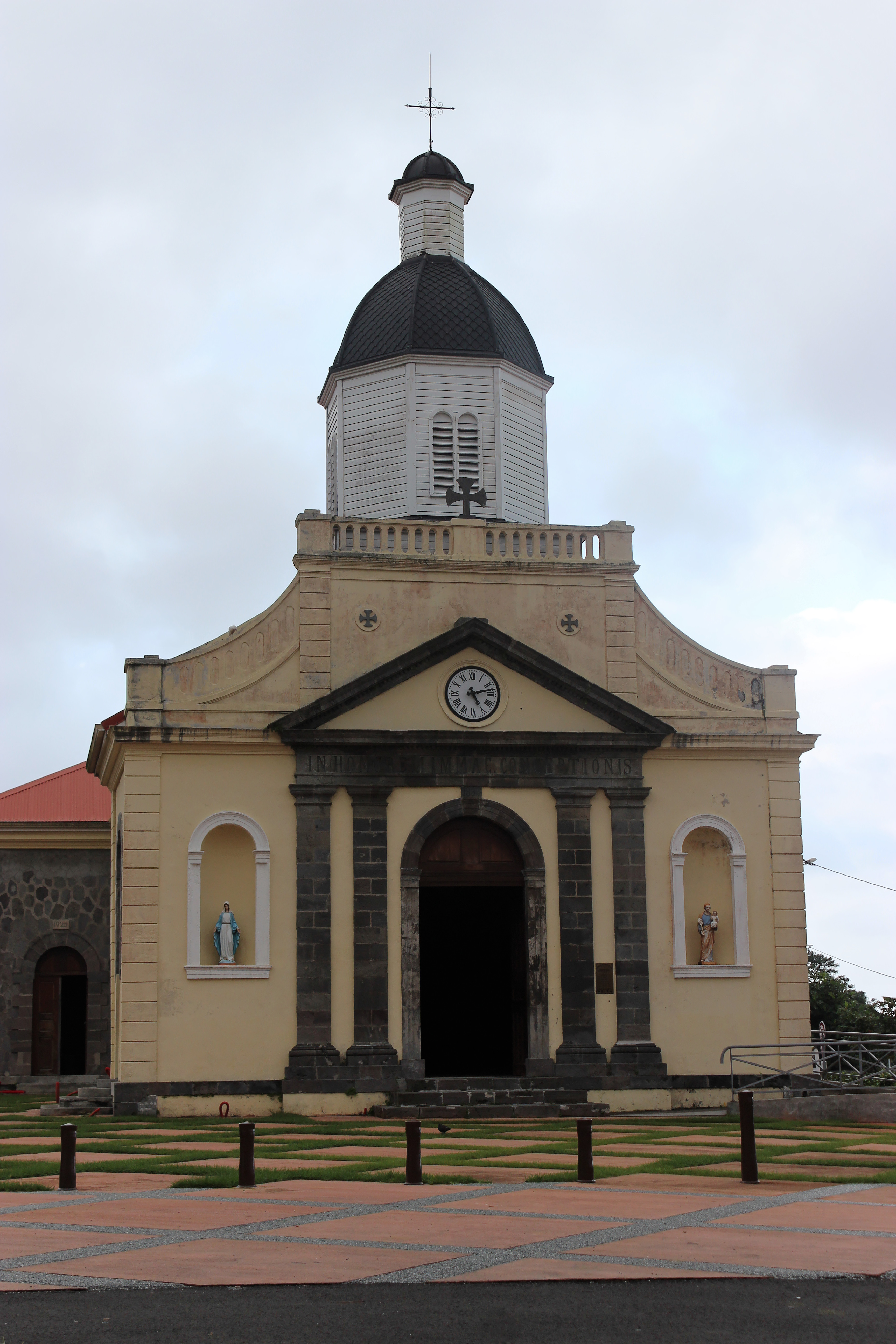
Façade.
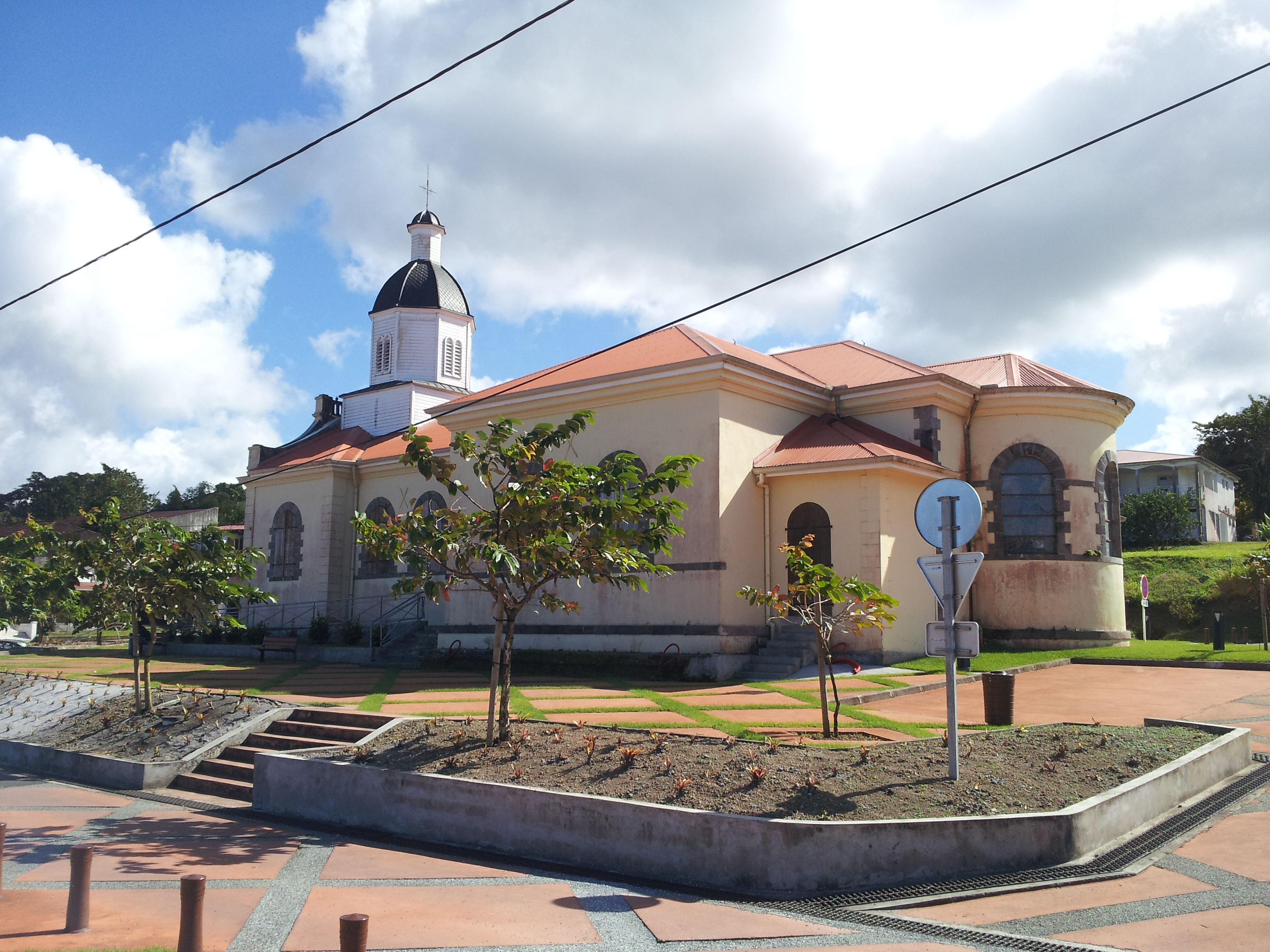
Chevet.
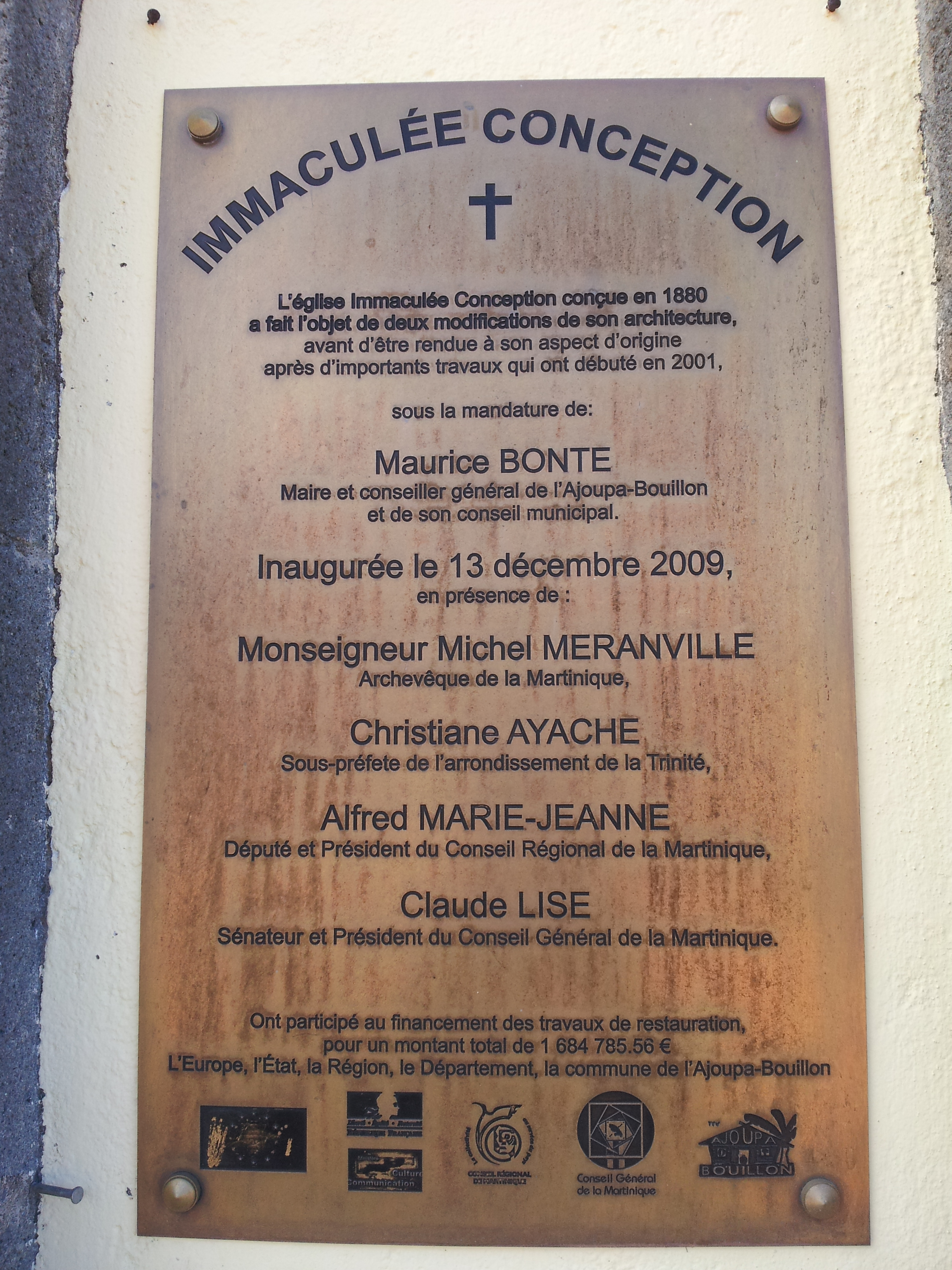
Plaque commémorative (inauguration du 13/12/2009).